# Eosentomon pairathi
Eosentomon pairathi är en urinsektsart som beskrevs av Imadaté 1965. Eosentomon pairathi ingår i släktet Eosentomon och familjen trakétrevfotingar. Inga underarter finns listade i Catalogue of Life.